# 電気室

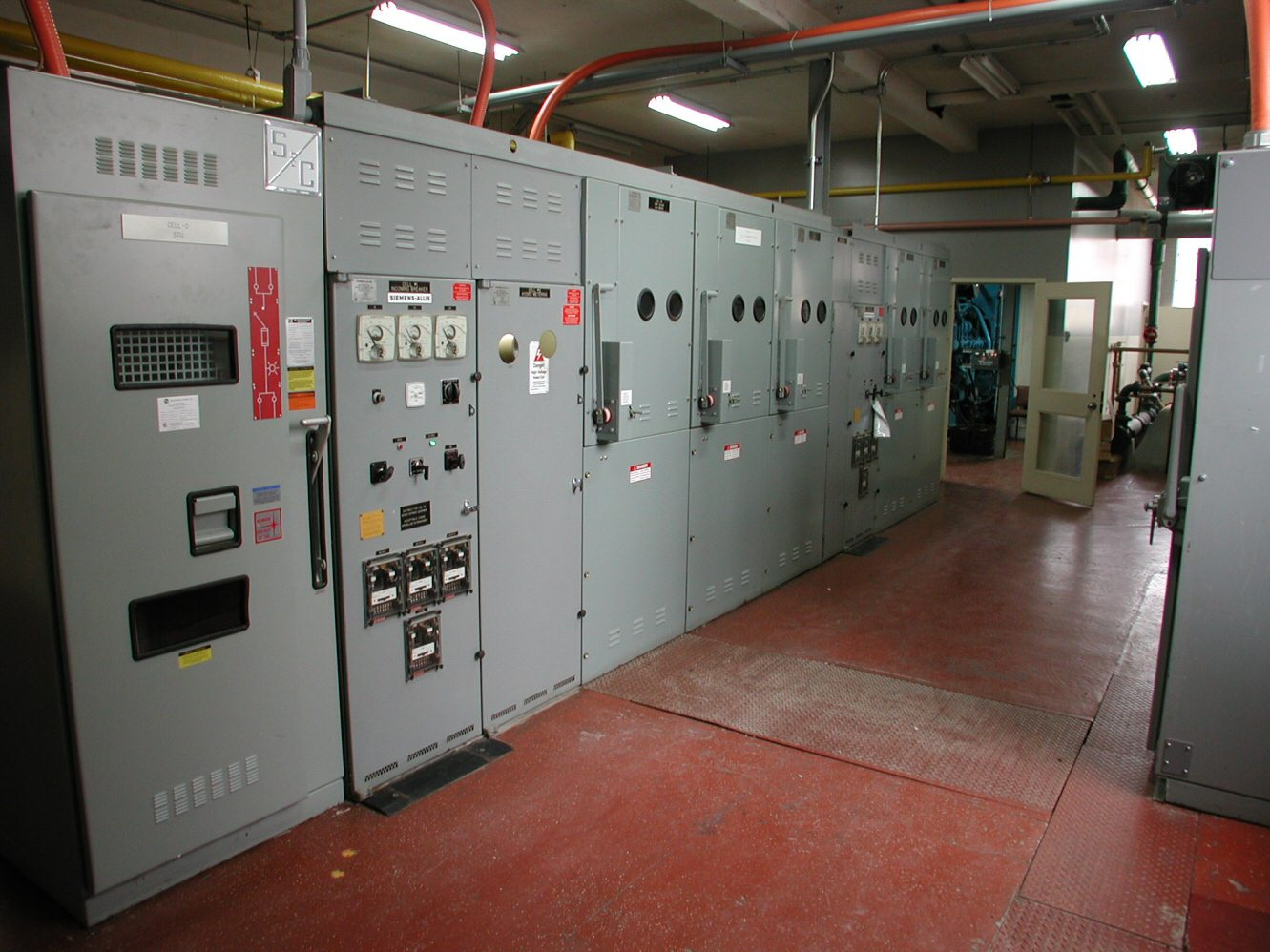
大きな建物内の主要配電設備。

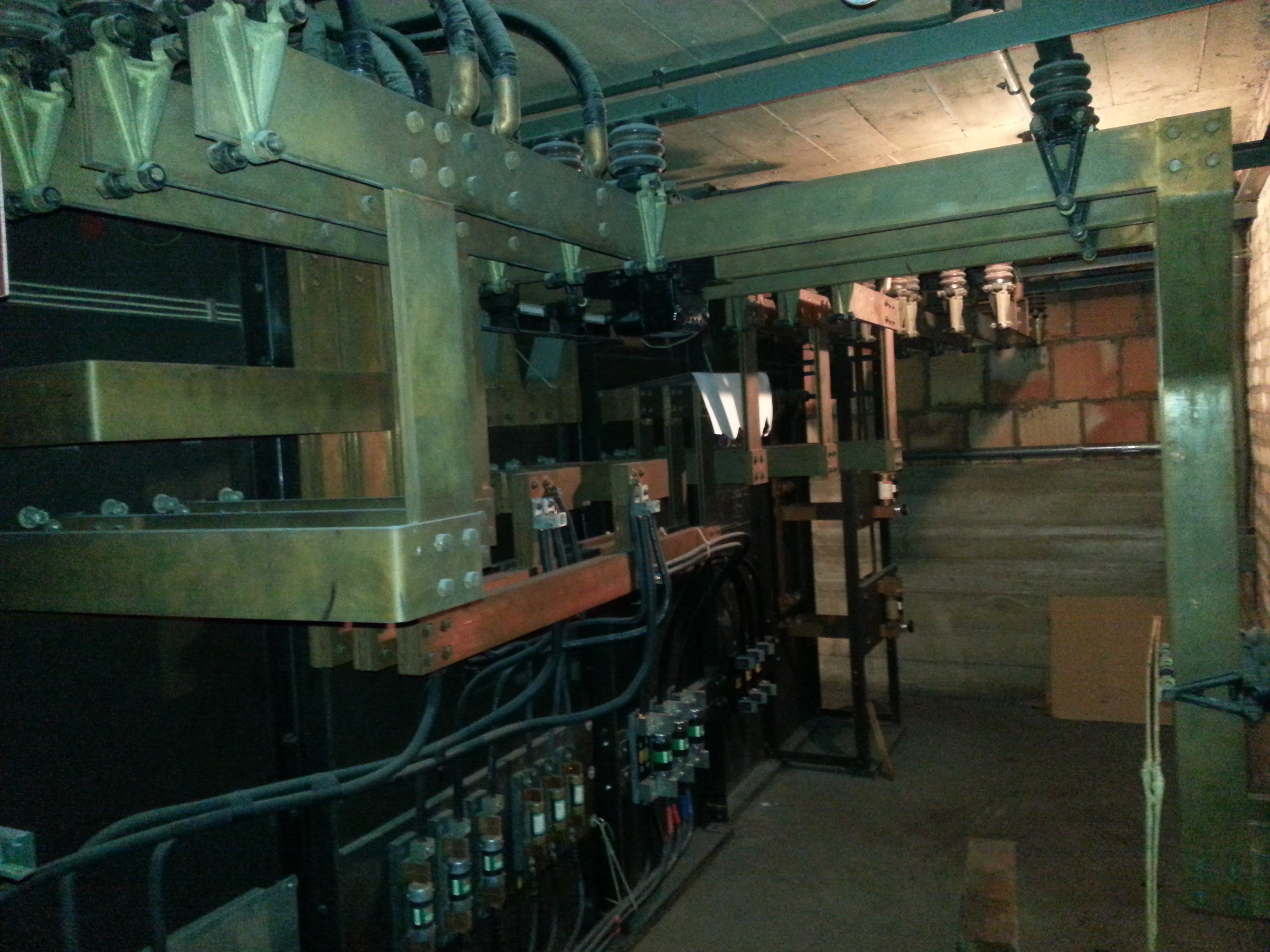
2014年現在稼働中のアメリカの旧式電気室の背後。すべての母線がむき出しであり、操作者はそれらに触れないように気をつけなければならない。

電気室（英語: electrical room）は電気設備が格納された建物内の部屋もしくは空間である。電気室の大きさはおおむね建物の大きさに比例する。大きな建物では主電気室と補助電気室がある場合がある。電気室は配電設備や通信設備が格納されている。
典型的な家屋の電気室には以下の設備が収められている。
- 配電盤（英語版）
- 分電盤
- 遮断機
- 電力量計
- 変圧器
- 母線
- 予備電源（英語版）
- 火災報知器操作盤
- 配線盤（英語版）

大きな建物では、主電気室に屋内変電所があることもある。

## 構造
電気室の構造は、設置された設備に応じて決定される。床は変圧器や開閉装置の重量に耐える必要があり、壁や天井は配線トレイや母線の重量に耐えられる必要がある。加えて、空調設備やエアコンも必要である。なぜなら、電気器具は熱を出すが、その温度上昇には耐えられないからである。2重扉は大きな設備の保守時の入室管理に使用される。もし、共同設備が部屋の入り口にあったり、計量装置が部屋の中にあったら、使用者が特別な設定にアクセスできてしまう。火災に備え、二酸化炭素式のような火災検知器や消火設備が設置されることもある。
大きな電気室では、故障中に漂遊電圧や危険な誘導障害が発生することを防ぐために格納庫の接地や接合が行われる。雷防御は通常の周波集障害とは別の方策が必要となる。電気室は付近の音響設備からの電磁シールドが存在することもある。大きな施設では、入場管理システムが部屋への入場を管理していることがある。 

## 制御
電気室の配置や構造の細かい部分は建物の内部信号や電気信号を制御しているため、電気室の要件は防火性や障害時の危険性に関連付けられる。電気室はしばしば未認証の人物の入場を防ぐ必要がある。この規則は室内機器の端子がある場所では特に厳密である。また、制御のために各回路を分離しておく必要がある。これにより、各回路を流れる電力が閾値を超えた際に緊急停止することが可能となる。部屋に油を満たした機器がある場合、室内に防火設備や消火設備が必要であり、設置場所には電気機器格納庫と明示する必要がある。また、分電には多くの電気ケーブルが必要であるが、ケーブルやケーブルトレイの防火に対する測定には特別な制御が必要となる。
可燃性ガスや液体燃料、可燃ごみを扱う産業施設では、爆発事故防止のための換気と測定を用意している。特に大きな設備では、災害から守る多くの機器を設置した特別な部屋を使用するため、莫大な費用が掛かる。同様に、高湿または腐食しやすい環境では、電気機器は大気から防御することを可能にするため、分離した部屋を使用している。
建物の内部信号や電気信号の制御のため、保守に必要となる機器への安全なアクセスが可能となる最低限の空間を規定する。また、電気室の実際のデザインでは初期接地の機器の位置を熟考し、施設の経済活動に応じて追加できるようにしている。

## 関連リンク
- 借室電気室
- 共同格納庫（英語版）
- 収納装置（英語版）